# Oplonia linifolia
Oplonia linifolia är en akantusväxtart som först beskrevs av Raymond Benoist, och fick sitt nu gällande namn av William Thomas Stearn. Oplonia linifolia ingår i släktet Oplonia och familjen akantusväxter. Inga underarter finns listade i Catalogue of Life.